# Holger Petterson
Olof Holger Petterson, född 12 december 1909 i Kristinehamn, död 28 december 1975 i Åkers Runö, var en svensk ingenjör.
Petterson, som var son till ingenjör Carl Erik Petterson och Hilma Broberg, genomgick Örebro tekniska gymnasium, var konstruktör vid Lumalampan 1932–1938, chef för byggnationen av glödlampsfabrik i Skottland 1938–1939, byggnadschef för uppförande av bland annat elektronrörsfabrik vid Lumalampan 1939–1943, inköpschef på Kooperativa Förbundet 1943–1947, verkställande direktör för Verkstads AB Calor 1947–1965 och direktör vid Kooperativa Förbundet från 1965. Holger Petterson är begravd på Östra Ryds kyrkogård.